# Mutihan
Mutihan is een bestuurslaag in het regentschap Klaten van de provincie Midden-Java, Indonesië. Mutihan telt 3248 inwoners (volkstelling 2010).